# Rosellinia colensoi
Rosellinia colensoi är en svampart som beskrevs av Cooke 1886. Rosellinia colensoi ingår i släktet Rosellinia och familjen kolkärnsvampar.   Inga underarter finns listade i Catalogue of Life.